# Лучшие друзья и ребёнок
«Лу́чшие друзья́ и ребёнок» (англ. Life Happens) — комедия 2011 года режиссёра Кэт Койро с Кристен Риттер, Кейт Босуорт и Рэйчел Билсон в главных ролях. Мировая премьера состоялась 18 июня 2011 года. Фильм был отобран для показа на кинофестивале «Трайбека» в 2012 году.

## Сюжет
Ким и Дина — лучшие подруги, они вместе грустят или радуются, делятся самыми сокровенными тайнами и мечтами, вместе отрываются на вечеринках в ночных клубах. Но беременность Ким и появление в её жизни ребёнка становятся серьезным испытанием для дружбы.

## В ролях
| Актёр            | Роль                 |
| ---------------- | -------------------- |
| Кристен Риттер   | Ким                  |
| Кейт Босуорт     | Дина                 |
| Рэйчел Билсон    | Лора                 |
| Джофф Стульц     | Николас              |
| Джастин Кёрк     | Генри друг Николаса  |
| Фэллон Гудсон    | Джейби               |
| Андреа Сэвадж    | Пэтти                |
| Кристен Джонстон | Франческа босс Ким   |
| Рис Койро        | Марк                 |
| Джейсон Биггз    | Сергей друг Николаса |
| Сеймур Кассел    | отец Ким             |
| Колин Игглсфилд  | Иван                 |
| Дженни Моллен    | Рита рецепционист    |
| Эбби Браммелл    | Шива учитель йоги    |
| Маргерит Моро    | Полин                |
| Лорен Конрад     | в роли самой себя    |
| Кэти Морган      | доктор Кэти          |
| Меррин Данги     | Хестер               |
| Джон Хидер       | звонящий             |
| Брэндон Куинн    | бегун                |